# جوزپه آچربی

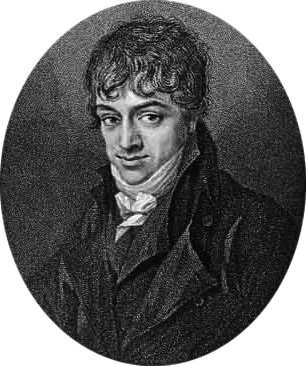
جوزپپه آچربی

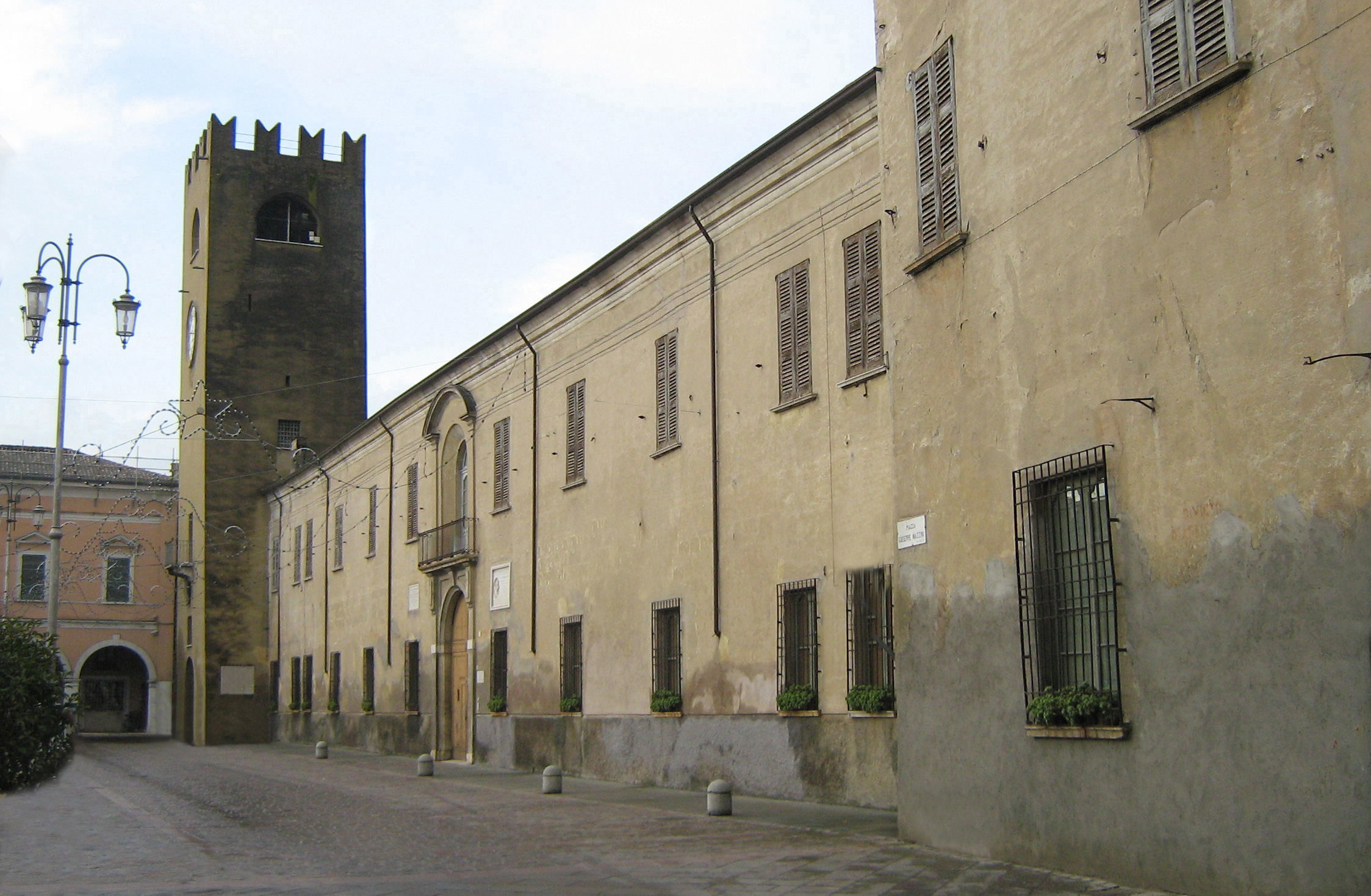
کستل گفردو، ساختمان - گونزاگا-آچربی

جوزپپه آچربی (۳ مه ۱۷۷۳ – ۲۵ اوت ۱۸۴۶) طبیعت‌شناس ، کاشف و آهنگساز ایتالیایی بود.

## زندگی‌نامه
جوزپپه آچربی در ۳ مه ۱۷۷۳ در کاستل گوفردو در لمباردی به دنیا آمد. او یک طبیعت‌شناس، کاشف و آهنگساز ایتالیایی بود. در سال ۱۷۹۸، آچربی به لاپلند سفر کرد و تجربیات خود را در سفرهای سوئد، فنلاند و لاپلند به کیپ شمالی در سال‌های ۱۷۹۸ و ۱۷۹۹ (۱۸۰۲) منتشر کرد. برخی از آثار او را می‌توان در کتابخانه جامعه نیویورک در نیویورک یافت. او آثار دیگری نیز به همراه تصنیف‌هایی نوشت که منتشر شد. 
او در طول سفر خود چند ملودی فولکلور فنلاندی و آهنگ‌های مذهبی جمع‌آوری کرد که یکی از آنها را در کنسرتو کلارینت استفاده کرد. این اولین ملودی فنلاندی بود که در موسیقی جدی استفاده شد.
در سال ۱۸۳۶، آچربی بازنشسته شد. او به زادگاهش کاستل گوفردو بازگشت. او شروع به تنظیم یادداشت‌ها و مجموعه‌های سفرهایش را کرد. او هرگز کار را به پایان نرساند. جوزپپه آچربی در ۲۵ اوت ۱۸۴۶ در زادگاهش کاستل گوفردو ایتالیا در سن ۷۳ سالگی درگذشت. 

## تحصیلات
جوزپپه آچربی در سنین جوانی توسط هر دو والدینش آموزش دیده بود. وقتی بزرگتر شد، توسط یک معلم خصوصی به او آموزش داده شد. این معلم از آچربی خواست فرانسوی، آلمانی و انگلیسی را به عنوان مکمل زبان ایتالیایی مادری خود بیاموزد. او همچنین لاتین را یاد گرفت تا به لیست زبان‌های خود اضافه کند. 
او به موسیقی کلاسیک علاقه‌مند شد و آنرا فرا گرفت و به شدت به مطالعه علوم پرداخت. در بیست و یک سالگی فارغ‌التحصیل شد و مدرک حقوق را از دانشگاه پاویا دریافت کرد.

## مسافرت‌ها
از آغاز سفرهایش، سواحل فنلاند آن چیزی نبود که آچربی انتظار داشت. او از فرهنگ مردم آنجا شوکه شده بود و از آن لذت نمی‌برد. آچربی پس از مبارزه با سایر کاوشگرانی که بخشی از سفر او بودند، تصمیم گرفت در بازگشت به خانه، از لاپلند فنلاند سفر کند. او در مسیر مسافرت‌هایش، صدها صفحه مشاهدات خود از مردم سامی را ثبت کرد. این یادداشت‌ها درباره موسیقی، زبان، لباس و آداب و رسوم مردم سامی بود و سرانجام، او قدردان مردم و فرهنگ سامی شد.
در طول اقامتش در فنلاند، او چندین کتاب شعر از جمله Jos mun tuttuni tulisi ("اگر تو عزیز من بودی") ، لالایی Nuku, nuku nurmilintu ("بخواب، بخواب پرنده کوچک") ، شعر آنتی ککسی درباره سیل رودخانه تورنیو در سال ۱۶۷۷ که در نهایت به یک آهنگ مذهبی تبدیل شد، را به مولدی آهنگ تبدیل کرد. او ملودی آهنگ "از مردم فنلاند نترس" و کالوالا، شعر حماسی فنلاندی، متشکل از ۵۰ آهنگ یا رونی، را ضبط کرد که اجرای اشعار، خوانندگان شمن محلی را توصیف می‌کرد، اما چنین رونویسی نادرست تلقی می‌شود.
شخصیت آچربی در فنلاند بسیار مشهورتر از ایتالیا است: عنوان ایستگاه رادیویی فنلاند از ملودی آن گرفته شده است. آچربی پس از انتشار کتابش به ایتالیا بازگشت.
جایزه ادبی جوزپه آچربی، یک جایزه ادبی ایتالیایی است که به نام آچربی نامگذاری شده است.